# جبل اللوذ
جبل الـلَـوْذ هو جبل مقدس في دين اليمن القديم كانت تقام عليه طقوس المكرب السبئي ويقع في الجوف. ويختلف عن جبل العَـوْد في محافظة إب.

## الموقع
يقع جبل اللوذ في وادي الجوف، في أقصى طرف السلسلة الجبلية التي تحد منخفض الجوف من الناحية الشمالية، ويتمتع بموقع متميز بين الجبال الأخرى القريبة من الوادي، وبوضعيته تلك فهو يبدو كحارس متقدم داخل الصحراء وبمثابة معلم طبيعي لسكان المنطقة. يبلغ ارتفاعه عن مستوى سطح البحر 2150 متر، ويرتفع الجبل  عن مستوى سطح الأرض 1000 متراً.

## الأهمية الدينية
يعتبر من المواقع الأثرية المهمة إذ يمثل أحد المراكز الدينية للمعبود عثتر، إذ يحتوي في قمته وسفحه على العديد من المنشآت المعمارية الدينية التي كانت تؤدى فيها الطقوس والشعائر الدينية التعبدية التي تأتي من ضمنها ممارسة الصيد المقدس الخاص بالمعبود عثتر من قبل المكرب السبئي كما تشير إلى ذلك النقوش الموجـودة بكثافة في المنطقة، بالإضافة إلى ذلك فقد كان يتم فيه تأدية الطقوس والمراسم الخاصة بتنصيب المكاربة، حيث تشير النقوش إلى قيام (كرب إل وتار بن ذمار علي مكرَّب سبأ)، بمراسم عملين هامين، يتم انجازهما عادة عند اعتلاء سدة الحكم في عهد مكاربة سبأ يتمثل العمل الأول بإقامة حضرة دينية للمعبود عثتر، وإشعال النار له في قمة جبل اللوذ في  موضع يسمى (ت ر ح)، اعترافاً بإلوهيته. إذ كان يتعين على كل مكرب أن يصعد إلى جبل اللوذ، وإقامة طقوس احتفالية للمعبود عثتر، تتمثل بتقديم القرابين، ومن ثم إنارة (إشعال) النيران على قمة جبل اللوذ في الموضع المسمى تَرْح، وكان المكرب هو الوحيد الذي يقوم بهذا الطقس.